# 77-й піхотний полк (Австро-Угорщина)

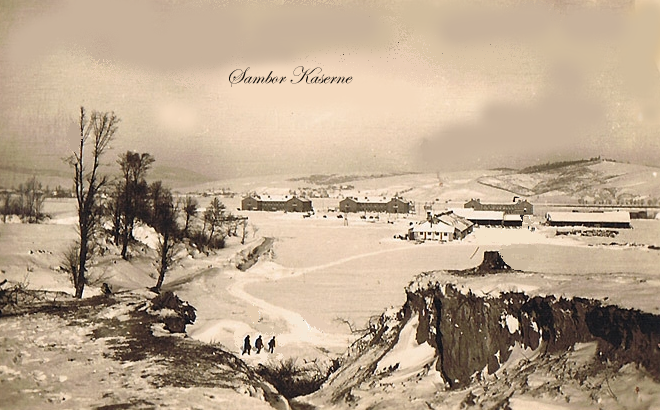
Казарми полку в м. Самбір.

77-й Галицький піхотний полк Філіппа герцога Вюртенбергського (нім. k.u.k Galizisches Infanterieregiment „Philipp Herzog v. Württemberg“ Nr. 77, IR.77) — піхотний полк Спільної армії Збройних сил Австро-Угорщини.

## Історія
Полк був створений 1 лютого 1860 року в Будапешті. В новосформований полк увійшли 2-й і 3-й батальйони 9-го Галицького піхотного полку і 3-й батальйон 10-го Галицького піхотного полку.
В 1860-х роках полк був розміщений в польському Сяніку.
В 1860–1892 роках мав назву – 77-й Галицький піхотний полк ерцгерцога Карла Сальватора, а з 1892 р. Філіппа герцога Вюртенбергського.
У 1885 р. командування полку дислокувалось у Самборі, тоді як у 1914 р. командування полку та 2-й та 3-й батальйони дислокувались у Перемишлі, 4-й батальйон у Тузлі та 1-й батальйон та резервний батальйон у Самборі.
Штаб–квартири: Градець-Кралове (1876–1879), Перемишль (1903–1914). Округ поповнення: Самбір (№77), на території 10-го армійського корпусу.
У 1914 р. з початком Першої Світової Війни, 1-й, 2-й, та 3-й батальйони брали участь у боях на Східному Фронті у складі 48-ї піхотної бригади 24-ї піхотної дивізії 10-го корпуса 1-ї армії, в той час як 4-й батальйон брав участь у боях на Сербському Фронті у складі 11-ї Гірської Бригади 5-ї армії.
У травні 1917 р. 24-та піхотна дивізія разом з трьома батальйонами 77-го полка була перевезена з Румунського Фронту до Італії, де брала участь у 10-й Битві при Ізонцо у складі 17-го корпусу 5-ї армії. У серпні 1917 р. під час 11-й Битві при Ізонцо дивізія була в резерві, але за критичним станом на фронті була кинута в бій на Баньшицьке плато. У жовтні 1917 р. три батальйони 77-го полку брали участь у Битві при Капоретто, доходячи до річки П'яве. У грудні 1917 р. 24-та дивізія була відправлена в тил.
У червні 1918 р. 1-й, 2-й, та 3-й батальйони 77-го піхотного полку, разом з 109-м піхотним полком, до якого входив 4-й батальйон 77-го полку брали участь у Другій Битві при П'яве. Після п'ятиденних кровопролитних боїв, 24-та дивізія втратила боєздатність і була відізвана з фронту в тил на поповнення. 24 жовтня 1918 р. почалась Битва при Вітторіо-Венето. За цих обставин, відбувся повний колапс Італійського Фронту. 28 жовтня, коли 24-та піхотна дивізія отримала наказ рухатись на фронт, бійці 77-го піхотного полку збунтувалися.
4 листопада 1918 р. незадовго до припинення боїв за перемир'ям у Вілла-Джусті, 24-та піхотна дивізія, після кількох боїв, повністю здалася в полон Італійським кавалеристам.

## Склад
- 1-й батальйон (1903—1914: Самбір);
- 2-й батальйон (1903—1914: Перемишль);
- 3-й батальйон (1903—1914: Перемишль);
- 4-й батальйон (1903—1909: Перемишль; 1910—1914: Тузла).

Національний склад (1914):
- 69 % — українці;
- 31 % — інші національності.[8]

Національний склад (15 Червня 1918):
- 56 % — українці;
- 22 % — поляки.[9]

## Почесні шефи
- 1860—1892: фельдмаршал–лейтенант Карл Сальватор;
- 1892: герцог Філіп Олександр Марія Ернст фон Вюртемберг.

Другими почесними шефами були:
- 1860—1869: фельдцейхмейстер Еміль Кусевич фон Шамобор.[10]

## Командування
Командири полку:
- 1860—1867: полковник Карл фон Ганус;
- 1876: полковник Віктор Мацак фон Оттенбург;
- 1879: полковник Йозеф Отт фон Оттенкампф;
- 1903—1906: полковник Франц Різи;
- 1907—1909: полковник Франц Хоппнер;[8]
- 1910—1914: полковник Марцелі Лавровський;
- 1914: полковник Еміль Майзель;
- полковник Карл Кребс.

Офіцери та унтер-офіцери:
- підполковник Едвард Рейман (1870 р.н.);
- майор Олександр Пашкевич (1866–1915);
- майор Густав Зигадлович;
- капітан Роман Альбіновський (1853–1922);
- поручний Кароль Патер (1881–1941);
- підпоручник резерву Богуслав Кешковський (1855–1912);
- підпоручник резерву Фелікс Блашкевич (1893–1920);
- підпоручник резерву Каєтан Чилінський (1849–?);
- підпоручник резерву Францішек Пененжкевич;
- Леон Кахане (~1840–1864);
- Еміль Шванда (1864–1946);
- Філіп Мюллер (1867–1951);
- Тадеуш Боровичка (1876–1934);
- Євгеніуш Стеч (1868–1940)

## Підпорядкування
Полк входив в склад 48-ї піхотної бригади 24-ї піхотної дивізії.

## Однострій та символіка

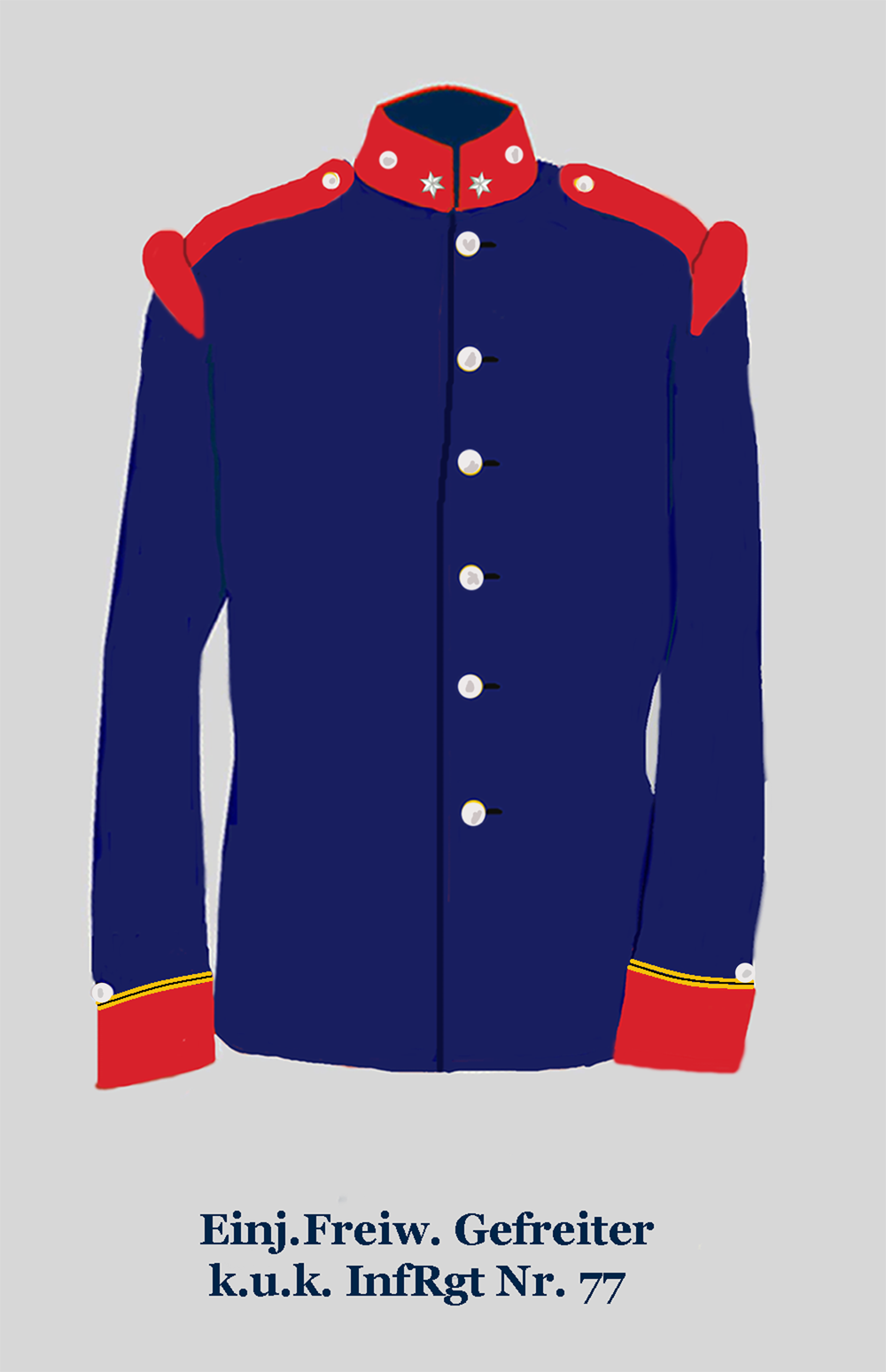
Парадний мундир єфрейтора 77-го піхотного полку.
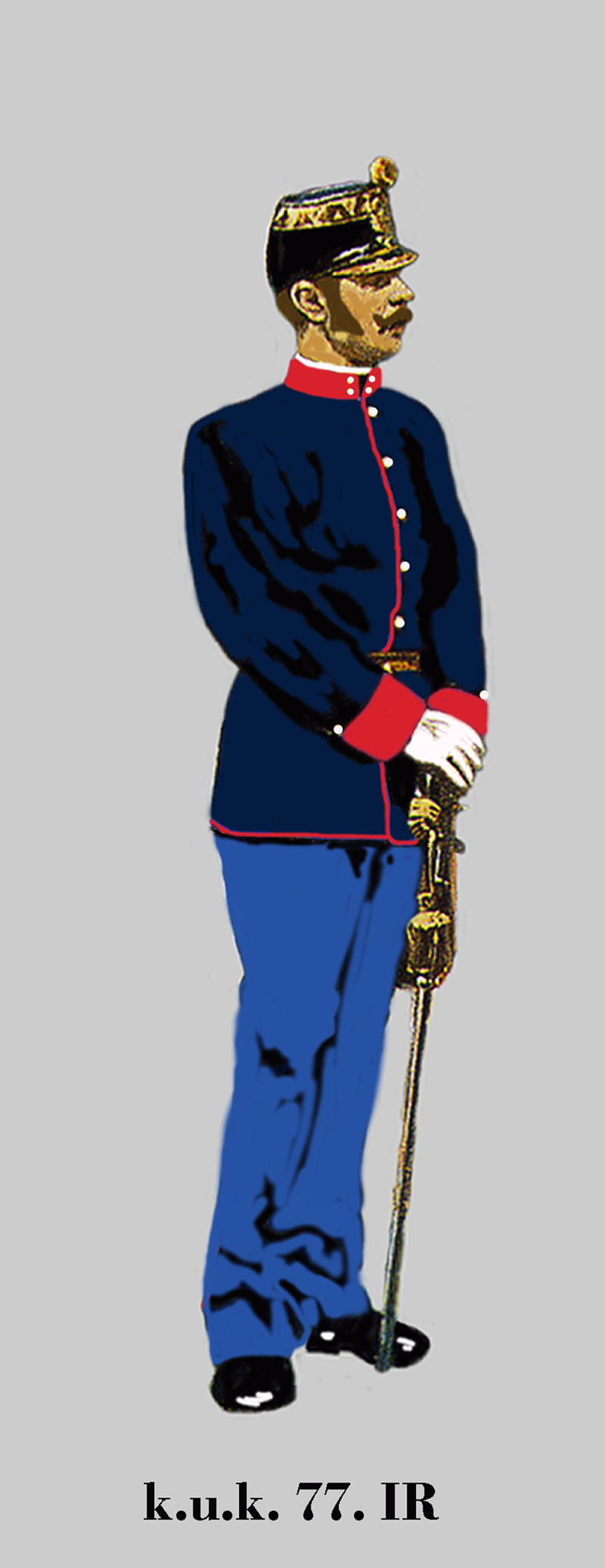
Оберлейтенант 77-го піхотного полку в парадній формі одягу.
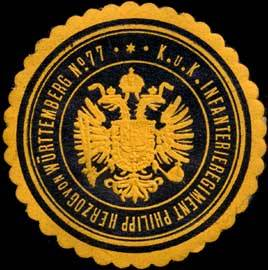
Печатка 77-го піхотного полку.

## Військовослужбовці
| Ім'я                        | Ім'я в оригіналі | Роки життя            | Місце народження | Звання • посада • підрозділ | Період служби в полку | Додатково |
| --------------------------- | ---------------- | --------------------- | ---------------- | --------------------------- | --------------------- | --------- |
| Городиський-Мацейщак Андрій | –                | 26.08.1854―17.08.1875 | Гординя          | –                           | –                     | –         |